# 华桐
华桐（1936年9月—2019年1月6日），男，江苏高邮人，中华人民共和国政治人物，曾任江西省财政厅厅长，江西省地方税务局局长，江西省人大常委会副主任，第八届全国人大代表。